# Helmond Sport in het seizoen 2017/18
Het Seizoen 2017/18 is het 50e jaar in het bestaan van Helmond Sport. De club uit Helmond komt voor de 34e keer op rij uit in de Nederlandse Eerste divisie.

## Eerste elftal

### Selectie
| Nr.           | Nat.               | Naam                     | Geb.datum  | Eerste divisie | Eerste divisie | Eerste divisie | Eerste divisie | Eerste divisie | Eerste divisie | Contract | Vorige club          |
| Nr.           | Nat.               | Naam                     | Geb.datum  | W              |                |                |                |                |                | Contract | Vorige club          |
| Keepers       | Keepers            | Keepers                  | Keepers    | Keepers        | Keepers        | Keepers        | Keepers        | Keepers        | Keepers        | Keepers  | Keepers              |
| ------------- | ------------------ | ------------------------ | ---------- | -------------- | -------------- | -------------- | -------------- | -------------- | -------------- | -------- | -------------------- |
| 1             | Vlag van Nederland | Stijn van Gassel         | 18-10-1996 | 38             | 0              | 0              | 0              | 0              | 0              | 2021     | Jeugdopleiding       |
| 21            | Vlag van Nederland | Joris van Gerwen         | 16-06-1993 | 0              | 0              | 0              | 0              | 0              | 0              | 2018     | FC Eindhoven         |
| 22            | Vlag van Nederland | Jamie Watt               | 11-01-1994 | 0              | 0              | 0              | 0              | 0              | 0              | 2019     | Jong PSV             |
| 30            | Vlag van Nederland | Stefan Tielemans         | 12-04-1997 | 0              | 0              | 0              | 0              | 0              | 0              |          | Jeugdopleiding       |
| Verdedigers   |                    |                          |            |                |                |                |                |                |                |          |                      |
| 2             | Vlag van Nederland | Robert van Koesveld      | 24-01-1995 | 26             | 1              | 2              | 2              | 0              | 0              | 2018     | sc Heerenveen (huur) |
| 3             | Vlag van Nederland | Ron Janzen               | 05-01-1994 | 24             | 3              | 1              | 6              | 0              | 1              | 2019     | RKC Waalwijk         |
| 4             | Vlag van Nederland | Stephen Warmolts         | 10-04-1994 | 34             | 0              | 0              | 7              | 1              | 1              | 2018     | sc Heerenveen        |
| 5             | Vlag van Engeland  | Brandon Ormonde-Ottewill | 21-12-1995 | 1              | 0              | 0              | 0              | 0              | 0              | 2018     | Swindon Town         |
| 15            | Vlag van Nederland | Dylan de Braal           | 19-08-1994 | 24             | 0              | 1              | 6              | 0              | 1              | 2018     | FC Oss               |
| 16            | Vlag van Nederland | Maikel Verkoelen         | 18-03-1992 | 9              | 0              | 0              | 1              | 0              | 0              | 2018     | RKC Waalwijk         |
| 18            | Vlag van Nederland | Gévero Markiet           | 08-04-1991 | 6              | 0              | 1              | 0              | 0              | 0              |          | FC 08 Homburg        |
| 19            | Vlag van Curaçao   | Maiky Fecunda            | 04-08-1995 | 17             | 0              | 0              | 5              | 0              | 1              | 2019     | Jeugdopleiding       |
| 26            | Vlag van Nederland | Jeroen Verkennis         | 20-12-1998 | 21             | 0              | 1              | 3              | 0              | 0              | 2020     | Jeugdopleiding       |
| 28            | Vlag van Nederland | Nick de Louw             | 09-02-1998 | 3              | 0              | 0              | 0              | 0              | 0              |          | Jeugdopleiding       |
| Middenvelders |                    |                          |            |                |                |                |                |                |                |          |                      |
| 6             | Vlag van Nederland | Steven Edwards           | 15-01-1991 | 25             | 3              | 1              | 6              | 0              | 0              | 2019     | Achilles '29         |
| 8             | Vlag van België    | Jason Bourdouxhe         | 11-04-1991 | 38             | 1              | 1              | 3              | 0              | 0              | 2018     | VVV-Venlo            |
| 10            | Vlag van Nederland | Robert Braber            | 09-11-1982 | 34             | 6              | 2              | 7              | 0              | 0              | 2018     | Willem II            |
| 14            | Vlag van Nederland | Grad Damen               | 14-08-1997 | 24             | 1              | 5              | 1              | 0              | 0              | 2018     | NAC Breda (huur)     |
| 20            | Vlag van Nederland | Nassim Amaarouk          | 01-04-1996 | 0              | 0              | 0              | 0              | 0              | 0              |          | NEC                  |
| 27            | Vlag van Nederland | Wietse van Lankveld      | 04-05-1997 | 3              | 0              | 1              | 0              | 0              | 0              |          | Jeugdopleiding       |
| 32            | Vlag van Nederland | Bram Zwanen              | 23-03-1998 | 24             | 0              | 1              | 4              | 0              | 0              |          | Jeugdopleiding       |
| 35            | Vlag van Nederland | Giovanni van Beek        | 29-03-1999 | 0              | 0              | 0              | 0              | 0              | 0              |          | Jeugdopleiding       |
| Aanvallers    |                    |                          |            |                |                |                |                |                |                |          |                      |
| 7             | Vlag van Nederland | Giovanni Hiwat           | 11-11-1993 | 32             | 3              | 6              | 3              | 0              | 0              | 2018     | Sparta Rotterdam     |
| 9             | Vlag van België    | Arne Naudts              | 27-11-1993 | 27             | 11             | 1              | 0              | 0              | 0              | 2019     | Cercle Brugge        |
| 11            | Vlag van Nederland | Furhgill Zeldenrust      | 21-07-1989 | 27             | 6              | 7              | 1              | 0              | 0              | 2019     | FC Den Bosch         |
| 12            | Vlag van Nederland | Jordy Thomassen          | 15-04-1993 | 38             | 12             | 4              | 4              | 0              | 0              | 2018     | FC Den Bosch         |
| 17            | Vlag van Nederland | Daan Ibrahim             | 08-12-1995 | 3              | 0              | 0              | 0              | 0              | 0              |          | Almere City FC       |
| 23            | Vlag van Nederland | Joey Godee               | 02-03-1989 | 6              | 0              | 0              | 1              | 0              | 0              |          | FC Dordrecht         |
| 25            | Vlag van Nederland | Marijn van Heugten       | 06-06-1997 | 5              | 1              | 0              | 0              | 1              | 0              |          | Jeugdopleiding       |
| 36            | Vlag van Curaçao   | Charlton Vicento         | 19-01-1991 | 25             | 2              | 3              | 2              | 0              | 0              |          | Willem II            |
| 40            | Vlag van Nederland | Jerreau Farel Cairo      | 04-11-1997 | 0              | 0              | 0              | 0              | 0              | 0              |          | Almere City FC       |

- Bijgewerkt t/m 28 april 2018

### Technische staf
|                    | Naam                | Functie            |
| ------------------ | ------------------- | ------------------ |
| Vlag van Nederland | Roy Hendriksen      | Hoofdtrainer/Coach |
| Vlag van Nederland | Remond Strijbosch   | Assistent-trainer  |
| Vlag van Nederland | Mario Verlijsdonk   | Assistent-trainer  |
| Vlag van Nederland | Rein van Duijnhoven | Keeperstrainer     |

### Begeleidende staf
|                    | Naam                  | Functie           |
| ------------------ | --------------------- | ----------------- |
| Vlag van Nederland | Joost Uijen           | Teammanager       |
| Vlag van Nederland | Charles Rudolf        | Medisch verzorger |
| Vlag van Nederland | Marc van den Ingh     | Fysiotherapeut    |
| Vlag van Nederland | Erik Borsboom         | Fysiotherapeut    |
| Vlag van Nederland | Remco van der Heijden | Fysiotherapeut    |
| Vlag van Nederland | Rens Manders          | Fysiotherapeut    |

## Transfers

### Aangetrokken
|                    | Naam                     | Positie      | Oude Club      | Land         | Per              | Transfersom  |
|                    | Transfervrij             | Transfervrij | Transfervrij   | Transfervrij | Transfervrij     | Transfervrij |
| ------------------ | ------------------------ | ------------ | -------------- | ------------ | ---------------- | ------------ |
| Vlag van Nederland | Dylan de Braal           | Verdediger   | FC Oss         | Nederland    | 1 juli 2017      | n.v.t.       |
| Vlag van België    | Arne Naudts              | Aanvaller    | Cercle Brugge  | België       | 12 juli 2017     | n.v.t.       |
| Vlag van Engeland  | Brandon Ormonde-Ottewill | Verdediger   | Swindon Town   | Engeland     | 28 juli 2017     | n.v.t.       |
| Vlag van Nederland | Nassim Amaarouk          | Middenvelder | NEC            | Nederland    | 4 augustus 2017  | n.v.t.       |
| Vlag van Nederland | Gévero Markiet           | Verdediger   | FC 08 Homburg  | Duitsland    | 24 augustus 2017 | n.v.t.       |
| Vlag van Nederland | Joey Godee               | Aanvaller    | FC Dordrecht   | Nederland    | 31 augustus 2017 | n.v.t.       |
| Vlag van Nederland | Jamie Watt               | Keeper       | Jong PSV       | Nederland    | 31 augustus 2017 | n.v.t.       |
| Vlag van Nederland | Juul Respen              | Aanvaller    | VVV-Venlo      | Nederland    | 30 januari 2018  | n.v.t.       |
|                    | Gehuurd                  |              |                |              |                  |              |
| Vlag van Nederland | Robert van Koesveld      | Verdediger   | sc Heerenveen  | Nederland    | 1 juli 2017      | n.v.t.       |
| Vlag van Nederland | Grad Damen               | Middenvelder | NAC Breda      | Nederland    | 24 juli 2017     | n.v.t.       |
|                    | Terug van verhuur        |              |                |              |                  |              |
| Vlag van Nederland | Sam Strijbosch           | Middenvelder | Blauw Geel '38 | Nederland    | 17 november 2017 | n.v.t.       |

### Vertrokken
|                    | Naam             | Positie      | Nieuwe club         | Land      | Per              | Transfersom |
|                    | Transfers        | Transfers    | Transfers           | Transfers | Transfers        | Transfers   |
| ------------------ | ---------------- | ------------ | ------------------- | --------- | ---------------- | ----------- |
| Vlag van België    | Ferhat Kaya      | Keeper       | Sakaryaspor         | Turkije   | 12 juli 2017     | n.b.        |
|                    | Transfervrij     |              |                     |           |                  |             |
| Vlag van Nederland | Max de Boom      | Aanvaller    | VV Pelikaan-S       | Nederland | 1 juli 2017      | n.v.t.      |
| Vlag van Curaçao   | Yaël Eisden      | Middenvelder | RKC Waalwijk        | Nederland | 1 juli 2017      | n.v.t.      |
| Vlag van Duitsland | Shpend Hasani    | Aanvaller    | FC Wegberg-Beeck    | Duitsland | 1 juli 2017      | n.v.t.      |
| Vlag van Nederland | Marc Höcher      | Aanvaller    | De Treffers         | Nederland | 1 juli 2017      | n.v.t.      |
| Vlag van Curaçao   | Gillian Justiana | Verdediger   | VV IJsselmeervogels | Nederland | 1 juli 2017      | n.v.t.      |
| Vlag van Nederland | Tim Rerimassie   | Verdediger   | RKSV Nuenen         | Nederland | 1 juli 2017      | n.v.t.      |
| Vlag van Nederland | Nassim Amaarouk  | Middenvelder | -                   | -         | oktober 2017     | n.v.t.      |
| Vlag van Nederland | Gévero Markiet   | Verdediger   | VV IJsselmeervogels | Nederland | 12 oktober 2017  | n.v.t.      |
| Vlag van Nederland | Joey Godee       | Aanvaller    | VV DOVO             | Nederland | 30 november 2017 | n.v.t.      |
|                    | Was gehuurd      |              |                     |           |                  |             |
| Vlag van Nederland | Teije ten Den    | Aanvaller    | FC Volendam         | Nederland | 1 juli 2017      | n.v.t.      |
|                    | Verhuurd         |              |                     |           |                  |             |
| Vlag van Nederland | Sam Strijbosch   | Middenvelder | Blauw Geel '38      | Nederland | 14 augustus 2017 | n.v.t.      |

## Voorbereiding
De voorbereiding van het seizoen 2017/18 bestond voor Helmond Sport uit een zestal wedstrijden. Vanwege het 50-jarige jubileum van de club werd er op de jaarlijkse open dag een wedstrijd gespeeld tegen een combinatie-elftal van RKSV MULO en SC Helmondia, deze wedstrijd werd met 5-0 gewonnen door Helmond Sport. 
 Een week later speelde de club opnieuw een oefenwedstrijd in eigen huis, ditmaal tegen IFA-PRO, een team van spelers dat zich in de kijker wil spelen bij profclubs. Ditmaal werd er met 4-2 gewonnen. 
 De volgende oefenwedstrijd was er een besloten oefenwedstrijd tegen MVV Maastricht, deze wedstrijd was besloten omdat de lokale driehoek dit had bepaald. De wedstrijd bestond uit 2 keer 35 minuten, waarin in de eerste wedstrijd vooral basis- en in de tweede wedstrijd vooral wisselspelers opgesteld stonden. De wedstrijd werd met 2-0 gewonnen door de club uit Maastricht. 
 Op 5 augustus 2017 werden er 2 wedstrijden gespeeld tegen Shabab Al-Ahli Club uit de Verenigde Arabische Emiraten. Deze wedstrijden werden beide gespeeld bij HVV Helmond, op sportpark Houtsdonk. Beide wedstrijden werden gewonnen door Helmond Sport, de eerste met 2-0 en de tweede met 3-2. 
 De laatste oefenwedstrijd in de voorbereiding van het seizoen was een oefenwedstrijd in Leeuwarden tegen SC Cambuur. Deze wedstrijd werd met 2-1 gewonnen door SC Cambuur.

### Oefenwedstrijden
| Datum/tijd                                                | Thuis   | Uitslag                | Uit                                       | Informatie |
| --------------------------------------------------------- | ------- | ---------------------- | ----------------------------------------- | ---------- |
| 15 juli 2017 16:00                                        |         |                        |                                           |            |
| Helmond Sport                                             | 5 - 0   | RKSV MULO/SC Helmondia | Lavans Stadion, Helmond Toeschouwers: 500 |            |
| Vicento 63' Thomassen 67' Zeldenrust 69', 90' Fecunda 70' | (1 - 0) |                        | Lavans Stadion, Helmond Toeschouwers: 500 |            |

| Datum/tijd                                 | Thuis   | Uitslag           | Uit                     | Informatie |
| ------------------------------------------ | ------- | ----------------- | ----------------------- | ---------- |
| 21 juli 2017 13:00                         |         |                   |                         |            |
| Helmond Sport                              | 4 - 2   | IFA-PRO           | Lavans Stadion, Helmond |            |
| Zeldenrust 16', 42' (pen.) Naudts 18', 43' | (4 - 1) | 6', 85' Denkovski | Lavans Stadion, Helmond |            |

| Datum/tijd                         | Thuis | Uitslag       | Uit                     | Informatie |
| ---------------------------------- | ----- | ------------- | ----------------------- | ---------- |
| 29 juli 2017                       |       |               |                         |            |
| MVV Maastricht                     | 2 - 0 | Helmond Sport | De Geusselt, Maastricht |            |
| Van Koesveld 7' (e.d.) Benteke 25' |       |               | De Geusselt, Maastricht |            |

| Datum/tijd                | Thuis   | Uitslag             | Uit                          | Informatie |
| ------------------------- | ------- | ------------------- | ---------------------------- | ---------- |
| 5 augustus 2017 13:00     |         |                     |                              |            |
| Helmond Sport             | 2 - 0   | Shabab Al-Ahli Club | Sportpark Houtsdonk, Helmond |            |
| Bourdouxhe 23' Braber 36' | (2 - 0) |                     | Sportpark Houtsdonk, Helmond |            |

| Datum/tijd               | Thuis   | Uitslag             | Uit                          | Informatie |
| ------------------------ | ------- | ------------------- | ---------------------------- | ---------- |
| 5 augustus 2017 15:00    |         |                     |                              |            |
| Helmond Sport            | 3 - 2   | Shabab Al-Ahli Club | Sportpark Houtsdonk, Helmond |            |
| Hiwat , 34' De Braal 31' | (3 - 0) |                     | Sportpark Houtsdonk, Helmond |            |

| Datum/tijd             | Thuis   | Uitslag       | Uit                                                                    | Informatie |
| ---------------------- | ------- | ------------- | ---------------------------------------------------------------------- | ---------- |
| 11 augustus 2017 19:00 |         |               |                                                                        |            |
| SC Cambuur             | 2 - 1   | Helmond Sport | Cambuurstadion, Leeuwarden Toeschouwers: 1.976 Arbiter: Ingmar Oostrom |            |
| Daniels 39' Kip 40'    | (2 - 0) | 75' Braber    | Cambuurstadion, Leeuwarden Toeschouwers: 1.976 Arbiter: Ingmar Oostrom |            |

## Eerste Divisie

### Wedstrijden

#### Augustus
| Speelronde 1: 18 augustus 2017, 20:00 uur                          | FC Volendam                | 2 - 2 (2 - 0) | Helmond Sport         | Opstelling FC Volendam | Opstelling Helmond Sport |  |
| Stadion: Kras Stadion, Volendam Toeschouwers: 2.581 Christiaan Bax | Runderkamp 10' Ten Den 20' |               | 64' Naudts 87' Janzen | Verhulst , Evers, Schilder, Schouten, Kok, Veerman, Runderkamp (Kwakman '72), Mertens (Visser '72), Pedro (Antwi '90), Ten Den , Van Kippersluis | Van Gassel, Verkennis (Fecunda '48), Warmolts , Van Koesveld, Ormonde-Ottewill (Janzen '36), Edwards , Bourdouxhe (Vicento '85), Braber, Thomassen, Naudts, Zeldenrust |  |
| Stadion: Kras Stadion, Volendam Toeschouwers: 2.581 Christiaan Bax |                            |               |                       | Verhulst , Evers, Schilder, Schouten, Kok, Veerman, Runderkamp (Kwakman '72), Mertens (Visser '72), Pedro (Antwi '90), Ten Den , Van Kippersluis | Van Gassel, Verkennis (Fecunda '48), Warmolts , Van Koesveld, Ormonde-Ottewill (Janzen '36), Edwards , Bourdouxhe (Vicento '85), Braber, Thomassen, Naudts, Zeldenrust |  |
| Stadion: Kras Stadion, Volendam Toeschouwers: 2.581 Christiaan Bax |                            |               |                       | Verhulst , Evers, Schilder, Schouten, Kok, Veerman, Runderkamp (Kwakman '72), Mertens (Visser '72), Pedro (Antwi '90), Ten Den , Van Kippersluis | Van Gassel, Verkennis (Fecunda '48), Warmolts , Van Koesveld, Ormonde-Ottewill (Janzen '36), Edwards , Bourdouxhe (Vicento '85), Braber, Thomassen, Naudts, Zeldenrust |  |
|                                                                    |                            |               |                       | | |  |

| Speelronde 2: 25 augustus 2017, 20:00 uur                           | Helmond Sport  | 1 - 2 (0 - 0) | Jong PSV         | Opstelling Helmond Sport | Opstelling Jong PSV |  |
| Stadion: Lavans Stadion, Helmond Toeschouwers: 2.211 Freek van Herk | Zeldenrust 58' |               | 75', 87' Laursen | Van Gassel, Fecunda, Warmolts , Van Koesveld , Janzen, Edwards, Bourdouxhe, Braber (Damen '73), Thomassen, Naudts (Vicento '79), Zeldenrust (Markiet '86) | Van Osch, Van Vlerken, Obispo , De Wijs (Kardes '60), Carolina, Rommens, Konings (Daneels '79), Duarte, Van der Moot (Laursen '63), Ritzmaier, Verreth |  |
| Stadion: Lavans Stadion, Helmond Toeschouwers: 2.211 Freek van Herk |                |               |                  | Van Gassel, Fecunda, Warmolts , Van Koesveld , Janzen, Edwards, Bourdouxhe, Braber (Damen '73), Thomassen, Naudts (Vicento '79), Zeldenrust (Markiet '86) | Van Osch, Van Vlerken, Obispo , De Wijs (Kardes '60), Carolina, Rommens, Konings (Daneels '79), Duarte, Van der Moot (Laursen '63), Ritzmaier, Verreth |  |
| Stadion: Lavans Stadion, Helmond Toeschouwers: 2.211 Freek van Herk |                |               |                  | Van Gassel, Fecunda, Warmolts , Van Koesveld , Janzen, Edwards, Bourdouxhe, Braber (Damen '73), Thomassen, Naudts (Vicento '79), Zeldenrust (Markiet '86) | Van Osch, Van Vlerken, Obispo , De Wijs (Kardes '60), Carolina, Rommens, Konings (Daneels '79), Duarte, Van der Moot (Laursen '63), Ritzmaier, Verreth |  |
|                                                                     |                |               |                  | | |  |

#### September
| Speelronde 3: 1 september 2017, 20:00 uur                                   | Helmond Sport   | 1 - 1 (0 - 1) | Go Ahead Eagles | Opstelling Helmond Sport | Opstelling Go Ahead Eagles |  |
| Stadion: Lavans Stadion, Helmond Toeschouwers: 1.993 Martin van den Kerkhof | Thomassen 90+1' |               | 29' De Kogel    | Van Gassel, Fecunda (Vicento '74), Warmolts , Van Koesveld (Markiet '24), Janzen , Edwards, Bourdouxhe, Braber, Thomassen, Naudts, Zeldenrust | Stevens, Suk , Ketting (Beukema '77), Schenk , Groenbast, Hölscher , Soumaoro, Eghan (Beltrame '64), Langedijk, De Kogel (Werkhoven '74), Hendriks |  |
| Stadion: Lavans Stadion, Helmond Toeschouwers: 1.993 Martin van den Kerkhof |                 |               |                 | Van Gassel, Fecunda (Vicento '74), Warmolts , Van Koesveld (Markiet '24), Janzen , Edwards, Bourdouxhe, Braber, Thomassen, Naudts, Zeldenrust | Stevens, Suk , Ketting (Beukema '77), Schenk , Groenbast, Hölscher , Soumaoro, Eghan (Beltrame '64), Langedijk, De Kogel (Werkhoven '74), Hendriks |  |
| Stadion: Lavans Stadion, Helmond Toeschouwers: 1.993 Martin van den Kerkhof |                 |               |                 | Van Gassel, Fecunda (Vicento '74), Warmolts , Van Koesveld (Markiet '24), Janzen , Edwards, Bourdouxhe, Braber, Thomassen, Naudts, Zeldenrust | Stevens, Suk , Ketting (Beukema '77), Schenk , Groenbast, Hölscher , Soumaoro, Eghan (Beltrame '64), Langedijk, De Kogel (Werkhoven '74), Hendriks |  |
|                                                                             |                 |               |                 | | |  |

| Speelronde 4: 8 september 2017, 20:00 uur                           | Almere City FC               | 3 - 1 (1 - 0) | Helmond Sport         | Opstelling Almere City FC | Opstelling Helmond Sport |  |
| Stadion: Yanmar Stadion, Almere Toeschouwers: 1.189 Richard Martens | Mirani 22' Valpoort 49', 72' |               | 76' (pen.) Zeldenrust | Kramer, Van Buuren , Mirani, Mac-Intosch , Kvída , Rijsdijk, Salasiwa (Blackson '90), Brands, Vaarnold, Walian (Van der Heijden '77 ), Valpoort (Van der Water '86) | Van Gassel, Verkennis (Damen '60), Warmolts , Markiet (De Braal '88), Fecunda, Edwards, Bourdouxhe (Vicento '64), Braber, Thomassen, Naudts, Zeldenrust |  |
| Stadion: Yanmar Stadion, Almere Toeschouwers: 1.189 Richard Martens |                              |               |                       | Kramer, Van Buuren , Mirani, Mac-Intosch , Kvída , Rijsdijk, Salasiwa (Blackson '90), Brands, Vaarnold, Walian (Van der Heijden '77 ), Valpoort (Van der Water '86) | Van Gassel, Verkennis (Damen '60), Warmolts , Markiet (De Braal '88), Fecunda, Edwards, Bourdouxhe (Vicento '64), Braber, Thomassen, Naudts, Zeldenrust |  |
| Stadion: Yanmar Stadion, Almere Toeschouwers: 1.189 Richard Martens |                              |               |                       | Kramer, Van Buuren , Mirani, Mac-Intosch , Kvída , Rijsdijk, Salasiwa (Blackson '90), Brands, Vaarnold, Walian (Van der Heijden '77 ), Valpoort (Van der Water '86) | Van Gassel, Verkennis (Damen '60), Warmolts , Markiet (De Braal '88), Fecunda, Edwards, Bourdouxhe (Vicento '64), Braber, Thomassen, Naudts, Zeldenrust |  |
|                                                                     |                              |               |                       | | |  |

| Speelronde 5: 15 september 2017, 20:00 uur                           | Helmond Sport         | 1 - 4 (1 - 1) | Jong Ajax                                       | Opstelling Helmond Sport | Opstelling Jong Ajax |  |
| Stadion: Lavans Stadion, Helmond Toeschouwers: 1.911 Laurens Gerrets | Zeldenrust 44' (pen.) |               | 30' Eiting 57' (pen.) 63' Cassierra 88' Johnsen | Van Gassel, Verkennis, Warmolts , Markiet, Fecunda, Edwards (Vicento '81), Bourdouxhe (Zwanen '58), Braber , Thomassen, Naudts (Godee '76), Zeldenrust | Van Bladeren, Zeefuik, Doekhi, Bergsma , Dankerlui, Eiting, Mazraoui, De Wit, Nunnely (Boultam '85), Cassierra, Johnsen |  |
| Stadion: Lavans Stadion, Helmond Toeschouwers: 1.911 Laurens Gerrets |                       |               |                                                 | Van Gassel, Verkennis, Warmolts , Markiet, Fecunda, Edwards (Vicento '81), Bourdouxhe (Zwanen '58), Braber , Thomassen, Naudts (Godee '76), Zeldenrust | Van Bladeren, Zeefuik, Doekhi, Bergsma , Dankerlui, Eiting, Mazraoui, De Wit, Nunnely (Boultam '85), Cassierra, Johnsen |  |
| Stadion: Lavans Stadion, Helmond Toeschouwers: 1.911 Laurens Gerrets |                       |               |                                                 | Van Gassel, Verkennis, Warmolts , Markiet, Fecunda, Edwards (Vicento '81), Bourdouxhe (Zwanen '58), Braber , Thomassen, Naudts (Godee '76), Zeldenrust | Van Bladeren, Zeefuik, Doekhi, Bergsma , Dankerlui, Eiting, Mazraoui, De Wit, Nunnely (Boultam '85), Cassierra, Johnsen |  |
|                                                                      |                       |               |                                                 | | |  |

| Speelronde 6: 22 september 2017, 20:00 uur                              | Helmond Sport         | 1 - 2 (1 - 0) | FC Dordrecht           | Opstelling Helmond Sport | Opstelling FC Dordrecht                                                                                    |  |
| Stadion: Lavans Stadion, Helmond Toeschouwers: 1.731 Edwin van de Graaf | Zeldenrust 28' (pen.) |               | 50' Arias 62' Misidjan | Van Gassel, Verkennis, Warmolts '85, Van Koesveld (Vicento '76), Bourdouxhe, Braber, Damen (De Braal '87), Thomassen, Hiwat (Godee '66 ), Naudts, Zeldenrust | Fij, Delorge, Amevor , Alkan , Misidjan, Bakker, Hamer , Mahmudov, Mutzers, Arias (Groothusen '86), Calcan |  |
| Stadion: Lavans Stadion, Helmond Toeschouwers: 1.731 Edwin van de Graaf |                       |               |                        | Van Gassel, Verkennis, Warmolts '85, Van Koesveld (Vicento '76), Bourdouxhe, Braber, Damen (De Braal '87), Thomassen, Hiwat (Godee '66 ), Naudts, Zeldenrust | Fij, Delorge, Amevor , Alkan , Misidjan, Bakker, Hamer , Mahmudov, Mutzers, Arias (Groothusen '86), Calcan |  |
| Stadion: Lavans Stadion, Helmond Toeschouwers: 1.731 Edwin van de Graaf |                       |               |                        | Van Gassel, Verkennis, Warmolts '85, Van Koesveld (Vicento '76), Bourdouxhe, Braber, Damen (De Braal '87), Thomassen, Hiwat (Godee '66 ), Naudts, Zeldenrust | Fij, Delorge, Amevor , Alkan , Misidjan, Bakker, Hamer , Mahmudov, Mutzers, Arias (Groothusen '86), Calcan |  |
|                                                                         |                       |               |                        | | |  |

| Speelronde 7: 29 september 2017, 20:00 uur                                       | Jong FC Utrecht | 0 - 0 (0 - 0) | Helmond Sport | Opstelling Jong FC Utrecht | Opstelling Helmond Sport |  |
| Stadion: Sportpark De Westmaat, Spakenburg Toeschouwers: 565 Sander van der Eijk |                 |               |               | Heus, El Yaakoubi, Zwartjens, Peijnenburg , Van der Meer , Velanas, Brinkman, Sow, Ould-Chikh (Tesselaar '78), Venema (Hilterman '62 ), Loukili (Dekkers '90+1) | Van Gassel, Verkennis (Fecunda '70), Markiet, Van Koesveld, Bourdouxhe, Braber , Damen, Thomassen, Hiwat (Godee '75), Naudts (Vicento '83), Zeldenrust |  |
| Stadion: Sportpark De Westmaat, Spakenburg Toeschouwers: 565 Sander van der Eijk |                 |               |               | Heus, El Yaakoubi, Zwartjens, Peijnenburg , Van der Meer , Velanas, Brinkman, Sow, Ould-Chikh (Tesselaar '78), Venema (Hilterman '62 ), Loukili (Dekkers '90+1) | Van Gassel, Verkennis (Fecunda '70), Markiet, Van Koesveld, Bourdouxhe, Braber , Damen, Thomassen, Hiwat (Godee '75), Naudts (Vicento '83), Zeldenrust |  |
| Stadion: Sportpark De Westmaat, Spakenburg Toeschouwers: 565 Sander van der Eijk |                 |               |               | Heus, El Yaakoubi, Zwartjens, Peijnenburg , Van der Meer , Velanas, Brinkman, Sow, Ould-Chikh (Tesselaar '78), Venema (Hilterman '62 ), Loukili (Dekkers '90+1) | Van Gassel, Verkennis (Fecunda '70), Markiet, Van Koesveld, Bourdouxhe, Braber , Damen, Thomassen, Hiwat (Godee '75), Naudts (Vicento '83), Zeldenrust |  |
|                                                                                  |                 |               |               | | |  |

#### Oktober
| Speelronde 8: 6 oktober 2017, 20:00 uur                            | Helmond Sport | 0 - 2 (0 - 0) | De Graafschap               | Opstelling Helmond Sport | Opstelling De Graafschap |  |
| Stadion: Lavans Stadion, Helmond Toeschouwers: 2.047 Ken Vermeiren |               |               | 55' Van Mieghem 89' Diemers | Van Gassel, Verkennis, Warmolts , Van Koesveld (Markiet '65), Bourdouxhe, Edwards, Damen (Naudts '77), Braber, Hiwat (Vicento '81), Thomassen, Zeldenrust | Bednarek, Abena, Nieuwpoort , Nieuwpoort (Van Diermen '83), Driver, Diemers, Tutuarima, El Jebli (Serrarens '68), Ars, Van den Hurk (Receveur '79), Van Mieghem |  |
| Stadion: Lavans Stadion, Helmond Toeschouwers: 2.047 Ken Vermeiren |               |               |                             | Van Gassel, Verkennis, Warmolts , Van Koesveld (Markiet '65), Bourdouxhe, Edwards, Damen (Naudts '77), Braber, Hiwat (Vicento '81), Thomassen, Zeldenrust | Bednarek, Abena, Nieuwpoort , Nieuwpoort (Van Diermen '83), Driver, Diemers, Tutuarima, El Jebli (Serrarens '68), Ars, Van den Hurk (Receveur '79), Van Mieghem |  |
| Stadion: Lavans Stadion, Helmond Toeschouwers: 2.047 Ken Vermeiren |               |               |                             | Van Gassel, Verkennis, Warmolts , Van Koesveld (Markiet '65), Bourdouxhe, Edwards, Damen (Naudts '77), Braber, Hiwat (Vicento '81), Thomassen, Zeldenrust | Bednarek, Abena, Nieuwpoort , Nieuwpoort (Van Diermen '83), Driver, Diemers, Tutuarima, El Jebli (Serrarens '68), Ars, Van den Hurk (Receveur '79), Van Mieghem |  |
|                                                                    |               |               |                             | | |  |

| Speelronde 9: 16 oktober 2017, 20:00 uur                                      | Jong AZ    | 1 - 3 (0 - 1) | Helmond Sport                     | Opstelling Jong AZ | Opstelling Helmond Sport |  |
| Stadion: AFAS Trainingscomplex, Wijdewormer Toeschouwers: 713 Laurens Gerrets | Friday 50' |               | 44' Braber 72' Damen 90+3' Naudts | Olij , Church (Regeling '76), Van Rhijn, Bakker, Wijndal, Koopmeiners, Reijnders (Jacobs '72), Helmer, Bel Hassani (Hardijk '78), Friday, Garcia | Van Gassel, Verkennis, Warmolts , Van Koesveld, Bourdouxhe , Edwards, Damen (Naudts '74), Braber (Godee '80), Hiwat , Thomassen, Zeldenrust (Vicento '84) |  |
| Stadion: AFAS Trainingscomplex, Wijdewormer Toeschouwers: 713 Laurens Gerrets |            |               |                                   | Olij , Church (Regeling '76), Van Rhijn, Bakker, Wijndal, Koopmeiners, Reijnders (Jacobs '72), Helmer, Bel Hassani (Hardijk '78), Friday, Garcia | Van Gassel, Verkennis, Warmolts , Van Koesveld, Bourdouxhe , Edwards, Damen (Naudts '74), Braber (Godee '80), Hiwat , Thomassen, Zeldenrust (Vicento '84) |  |
| Stadion: AFAS Trainingscomplex, Wijdewormer Toeschouwers: 713 Laurens Gerrets |            |               |                                   | Olij , Church (Regeling '76), Van Rhijn, Bakker, Wijndal, Koopmeiners, Reijnders (Jacobs '72), Helmer, Bel Hassani (Hardijk '78), Friday, Garcia | Van Gassel, Verkennis, Warmolts , Van Koesveld, Bourdouxhe , Edwards, Damen (Naudts '74), Braber (Godee '80), Hiwat , Thomassen, Zeldenrust (Vicento '84) |  |
|                                                                               |            |               |                                   | | |  |

| Speelronde 10, 20 oktober 2017, 20:00 uur                         | Helmond Sport | 1 - 2 (1 - 2) | Telstar                      | Opstelling Helmond Sport | Opstelling Telstar |  |
| Stadion: Lavans Stadion, Helmond Toeschouwers: 1.579 Clay Ruperti | Naudts 24'    |               | 5' Novakovich 45+1' Hamdaoui | Van Gassel, Verkennis, Warmolts , Van Koesveld, Bourdouxhe, Edwards (Janzen '46), Damen, Thomassen, Hiwat (Godee '40), Naudts, Zeldenrust (Vicento '56) | De Boer, Cabral (Sno '84), Van Huizen, Van Heertum, Brito, Osman, Korpershoek , Schouten, Hamdaoui (Van Iperen '87), Novakovich, Platje (Najah '90) |  |
| Stadion: Lavans Stadion, Helmond Toeschouwers: 1.579 Clay Ruperti |               |               |                              | Van Gassel, Verkennis, Warmolts , Van Koesveld, Bourdouxhe, Edwards (Janzen '46), Damen, Thomassen, Hiwat (Godee '40), Naudts, Zeldenrust (Vicento '56) | De Boer, Cabral (Sno '84), Van Huizen, Van Heertum, Brito, Osman, Korpershoek , Schouten, Hamdaoui (Van Iperen '87), Novakovich, Platje (Najah '90) |  |
| Stadion: Lavans Stadion, Helmond Toeschouwers: 1.579 Clay Ruperti |               |               |                              | Van Gassel, Verkennis, Warmolts , Van Koesveld, Bourdouxhe, Edwards (Janzen '46), Damen, Thomassen, Hiwat (Godee '40), Naudts, Zeldenrust (Vicento '56) | De Boer, Cabral (Sno '84), Van Huizen, Van Heertum, Brito, Osman, Korpershoek , Schouten, Hamdaoui (Van Iperen '87), Novakovich, Platje (Najah '90) |  |
|                                                                   |               |               |                              | | |  |

| Speelronde 11, 27 oktober 2017, 20:00 uur                                       | FC Den Bosch          | 2 - 2 (1 - 1) | Helmond Sport          | Opstelling FC Den Bosch | Opstelling Helmond Sport |  |
| Stadion: Stadion De Vliert, 's-Hertogenbosch Toeschouwers: 2.659 Freek van Herk | Kaars 10' Biemans 76' |               | 18' Naudts 65' Vicento | Heemskerk, Korkmaz (Brouwers '80), Kersten , Biemans, Van der Winden, Vossebelt , Van Son, Mert (Siani '71), Blummel, Kaars (Van der Sande '66), Bouyaghlafen | Van Gassel, Fecunda , Warmolts , Janzen , Bourdouxhe, Zwanen (Vicento '62), Damen, Braber, Godee (Hiwat '52), Naudts (De Braal '74), Thomassen |  |
| Stadion: Stadion De Vliert, 's-Hertogenbosch Toeschouwers: 2.659 Freek van Herk |                       |               |                        | Heemskerk, Korkmaz (Brouwers '80), Kersten , Biemans, Van der Winden, Vossebelt , Van Son, Mert (Siani '71), Blummel, Kaars (Van der Sande '66), Bouyaghlafen | Van Gassel, Fecunda , Warmolts , Janzen , Bourdouxhe, Zwanen (Vicento '62), Damen, Braber, Godee (Hiwat '52), Naudts (De Braal '74), Thomassen |  |
| Stadion: Stadion De Vliert, 's-Hertogenbosch Toeschouwers: 2.659 Freek van Herk |                       |               |                        | Heemskerk, Korkmaz (Brouwers '80), Kersten , Biemans, Van der Winden, Vossebelt , Van Son, Mert (Siani '71), Blummel, Kaars (Van der Sande '66), Bouyaghlafen | Van Gassel, Fecunda , Warmolts , Janzen , Bourdouxhe, Zwanen (Vicento '62), Damen, Braber, Godee (Hiwat '52), Naudts (De Braal '74), Thomassen |  |
|                                                                                 |                       |               |                        | | |  |

#### November
| Speelronde 12, 3 november 2017, 20:00 uur                            | Helmond Sport               | 3 - 1 (1 - 1) | FC Emmen | Opstelling Helmond Sport | Opstelling FC Emmen |  |
| Stadion: Lavans Stadion, Helmond Toeschouwers: 1.331 Richard Martens | Naudts 32' Edwards 60', 67' |               | 12' Loen | Van Gassel, Fecunda, Warmolts , Janzen , Bourdouxhe, Zwanen (Edwards '58), Damen (De Braal '75), Braber, Hiwat (Zeldenrust '66), Naudts, Thomassen | Scherpen, Klok, Veendorp, Veldmate , Bakker, Loen , Ben Moussa, Chacón (Hemmen '72), Jansen (Haydary '66), Bilate, Peters |  |
| Stadion: Lavans Stadion, Helmond Toeschouwers: 1.331 Richard Martens |                             |               |          | Van Gassel, Fecunda, Warmolts , Janzen , Bourdouxhe, Zwanen (Edwards '58), Damen (De Braal '75), Braber, Hiwat (Zeldenrust '66), Naudts, Thomassen | Scherpen, Klok, Veendorp, Veldmate , Bakker, Loen , Ben Moussa, Chacón (Hemmen '72), Jansen (Haydary '66), Bilate, Peters |  |
| Stadion: Lavans Stadion, Helmond Toeschouwers: 1.331 Richard Martens |                             |               |          | Van Gassel, Fecunda, Warmolts , Janzen , Bourdouxhe, Zwanen (Edwards '58), Damen (De Braal '75), Braber, Hiwat (Zeldenrust '66), Naudts, Thomassen | Scherpen, Klok, Veendorp, Veldmate , Bakker, Loen , Ben Moussa, Chacón (Hemmen '72), Jansen (Haydary '66), Bilate, Peters |  |
|                                                                      |                             |               |          | | |  |

| Speelronde 13, 17 november 2017, 20:00 uur                            | FC Oss | 0 - 0 (0 - 0) | Helmond Sport | Opstelling FC Oss | Opstelling Helmond Sport |  |
| Stadion: Frans Heesenstadion, Oss Toeschouwers: 1.923 Laurens Gerrets |        |               |               | Mous, Fleuren, Piqué, Stuy van den Herik (Van de Sande '77), De Regt, Van der Sluys, Bakx (Van Pol '87), Doğan , Van der Venne, Kamaçi, De Sa (Adarabioyo '77) | Van Gassel, Fecunda , Warmolts , Janzen, Bourdouxhe, Damen (De Braal '66), Edwards, Braber, Hiwat, Naudts (Zeldenrust '65), Thomassen |  |
| Stadion: Frans Heesenstadion, Oss Toeschouwers: 1.923 Laurens Gerrets |        |               |               | Mous, Fleuren, Piqué, Stuy van den Herik (Van de Sande '77), De Regt, Van der Sluys, Bakx (Van Pol '87), Doğan , Van der Venne, Kamaçi, De Sa (Adarabioyo '77) | Van Gassel, Fecunda , Warmolts , Janzen, Bourdouxhe, Damen (De Braal '66), Edwards, Braber, Hiwat, Naudts (Zeldenrust '65), Thomassen |  |
| Stadion: Frans Heesenstadion, Oss Toeschouwers: 1.923 Laurens Gerrets |        |               |               | Mous, Fleuren, Piqué, Stuy van den Herik (Van de Sande '77), De Regt, Van der Sluys, Bakx (Van Pol '87), Doğan , Van der Venne, Kamaçi, De Sa (Adarabioyo '77) | Van Gassel, Fecunda , Warmolts , Janzen, Bourdouxhe, Damen (De Braal '66), Edwards, Braber, Hiwat, Naudts (Zeldenrust '65), Thomassen |  |
|                                                                       |        |               |               | | |  |

| Speelronde 14, 24 november 2017, 20:00 uur                          | MVV Maastricht                   | 3 - 1 (2 - 0) | Helmond Sport | Opstelling MVV Maastricht                                                                                               | Opstelling Helmond Sport |  |
| Stadion: De Geusselt, Maastricht Toeschouwers: 4.429 Christiaan Bax | Okita 4' Kostons 39' Koolhof 88' |               | 80' Naudts    | Verrips, Ciranni, Thuys, Pereira, Schroijen, Loshaj, Nys , Houben (Gölpek '86), Okita, Yildirim, Kostons (Koolhof '75 ) | Van Gassel, Edwards, Warmolts , Janzen, Bourdouxhe, Zwanen (Zeldenrust '61), Damen, Braber, Giovanni Hiwat, Arne Naudts, Thomassen |  |
| Stadion: De Geusselt, Maastricht Toeschouwers: 4.429 Christiaan Bax |                                  |               |               | Verrips, Ciranni, Thuys, Pereira, Schroijen, Loshaj, Nys , Houben (Gölpek '86), Okita, Yildirim, Kostons (Koolhof '75 ) | Van Gassel, Edwards, Warmolts , Janzen, Bourdouxhe, Zwanen (Zeldenrust '61), Damen, Braber, Giovanni Hiwat, Arne Naudts, Thomassen |  |
| Stadion: De Geusselt, Maastricht Toeschouwers: 4.429 Christiaan Bax |                                  |               |               | Verrips, Ciranni, Thuys, Pereira, Schroijen, Loshaj, Nys , Houben (Gölpek '86), Okita, Yildirim, Kostons (Koolhof '75 ) | Van Gassel, Edwards, Warmolts , Janzen, Bourdouxhe, Zwanen (Zeldenrust '61), Damen, Braber, Giovanni Hiwat, Arne Naudts, Thomassen |  |
|                                                                     |                                  |               |               | | |  |

| Speelronde 15, 27 november 2017, 20:00 uur                           | Helmond Sport | 1 - 3 (1 - 2) | Fortuna Sittard                 | Opstelling Helmond Sport | Opstelling Fortuna Sittard                                                                                           |  |
| Stadion: Lavans Stadion, Helmond Toeschouwers: 1.031 Jeroen Manschot | Naudts 30'    |               | 18', 36' Vidigal 90+3' Askovski | Van Gassel, Fecunda (Thomassen '62), Warmolts , Janzen, Bourdouxhe, Damen, Edwards , Braber , Hiwat, Naudts, Zeldenrust (Vicento '62) (De Braal '83) | Santos, Essers, Schuurs , Dammers, Ospitalieri, Saddiki, Smeets, Dianessy, Semedo , Stokkers (Askovski '83), Vidigal |  |
| Stadion: Lavans Stadion, Helmond Toeschouwers: 1.031 Jeroen Manschot |               |               |                                 | Van Gassel, Fecunda (Thomassen '62), Warmolts , Janzen, Bourdouxhe, Damen, Edwards , Braber , Hiwat, Naudts, Zeldenrust (Vicento '62) (De Braal '83) | Santos, Essers, Schuurs , Dammers, Ospitalieri, Saddiki, Smeets, Dianessy, Semedo , Stokkers (Askovski '83), Vidigal |  |
| Stadion: Lavans Stadion, Helmond Toeschouwers: 1.031 Jeroen Manschot |               |               |                                 | Van Gassel, Fecunda (Thomassen '62), Warmolts , Janzen, Bourdouxhe, Damen, Edwards , Braber , Hiwat, Naudts, Zeldenrust (Vicento '62) (De Braal '83) | Santos, Essers, Schuurs , Dammers, Ospitalieri, Saddiki, Smeets, Dianessy, Semedo , Stokkers (Askovski '83), Vidigal |  |
|                                                                      |               |               |                                 | | |  |

#### December
| Speelronde 16, 1 december 2017, 20:00 uur                                   | RKC Waalwijk | 1 - 0 (0 - 0) | Helmond Sport | Opstelling RKC Waalwijk | Opstelling Helmond Sport |  |
| Stadion: Mandemakers Stadion, Waalwijk Toeschouwers: 2.411 Christian Mulder | Greene 52'   |               |               | Vaessen, Ndefe, Lammers , Drost, Quasten , Greene, Baggerman, Mulder (Rienstra '75), Amatkarijo, Bergkamp (Voskamp '89), Seys (Bakari '83) | Van Gassel, Edwards, Warmolts , Janzen, Bourdouxhe, Braber, Damen (De Braal '78), Thomassen, Hiwat, Naudts, Zeldenrust (Vicento '56) |  |
| Stadion: Mandemakers Stadion, Waalwijk Toeschouwers: 2.411 Christian Mulder |              |               |               | Vaessen, Ndefe, Lammers , Drost, Quasten , Greene, Baggerman, Mulder (Rienstra '75), Amatkarijo, Bergkamp (Voskamp '89), Seys (Bakari '83) | Van Gassel, Edwards, Warmolts , Janzen, Bourdouxhe, Braber, Damen (De Braal '78), Thomassen, Hiwat, Naudts, Zeldenrust (Vicento '56) |  |
| Stadion: Mandemakers Stadion, Waalwijk Toeschouwers: 2.411 Christian Mulder |              |               |               | Vaessen, Ndefe, Lammers , Drost, Quasten , Greene, Baggerman, Mulder (Rienstra '75), Amatkarijo, Bergkamp (Voskamp '89), Seys (Bakari '83) | Van Gassel, Edwards, Warmolts , Janzen, Bourdouxhe, Braber, Damen (De Braal '78), Thomassen, Hiwat, Naudts, Zeldenrust (Vicento '56) |  |
|                                                                             |              |               |               | | |  |

| Speelronde 17, 8 december 2017, 20:00 uur                           | Helmond Sport | 0 - 0 (0 - 0) | FC Eindhoven | Opstelling Helmond Sport | Opstelling FC Eindhoven                                                                                              |  |
| Stadion: Lavans Stadion, Helmond Toeschouwers: 2.891 Freek van Herk |               |               |              | Van Gassel, Fecunda, De Braal, Janzen, Bourdouxhe , Edwards (Van Koesveld '25), Damen (Zwanen '90+2), Braber , Hiwat (Zeldenrust '67), Naudts (Thomassen '68), Vicento | Swinkels, Loof , De Wilde, Kortstam , Gunst, Van den Boomen , Van Landschoot, Swinnen, Van de Velde, Lieder, Kabangu |  |
| Stadion: Lavans Stadion, Helmond Toeschouwers: 2.891 Freek van Herk |               |               |              | Van Gassel, Fecunda, De Braal, Janzen, Bourdouxhe , Edwards (Van Koesveld '25), Damen (Zwanen '90+2), Braber , Hiwat (Zeldenrust '67), Naudts (Thomassen '68), Vicento | Swinkels, Loof , De Wilde, Kortstam , Gunst, Van den Boomen , Van Landschoot, Swinnen, Van de Velde, Lieder, Kabangu |  |
| Stadion: Lavans Stadion, Helmond Toeschouwers: 2.891 Freek van Herk |               |               |              | Van Gassel, Fecunda, De Braal, Janzen, Bourdouxhe , Edwards (Van Koesveld '25), Damen (Zwanen '90+2), Braber , Hiwat (Zeldenrust '67), Naudts (Thomassen '68), Vicento | Swinkels, Loof , De Wilde, Kortstam , Gunst, Van den Boomen , Van Landschoot, Swinnen, Van de Velde, Lieder, Kabangu |  |
|                                                                     |               |               |              | | |  |

Wedstrijd na 24 minuten gestaakt vanwege weersomstandigheden. Resterende deel van de wedstrijd gespeeld op 18 december 2017, 20:00.
| Speelronde 18, 15 december 2017, 20:00 uur                           | NEC         | 1 - 1 (1 - 0) | Helmond Sport | Opstelling NEC | Opstelling Helmond Sport |  |
| Stadion: Goffertstadion, Nijmegen Toeschouwers: 9.251 Pol van Boekel | Larsson 18' |               | 54' Hiwat     | Delle, Heinloth, Sturing, Golla, Verdonk, Breinburg, Dijkstra , Kadıoğlu, Larsson (Achahbar '72), Braken, Langil (Owobowale '68 ) | Van Gassel, Fecunda (Verkennis '77), Warmolts , Janzen, Bourdouxhe (Van Koesveld '46), Damen, Edwards, Braber , Hiwat, Naudts (Thomassen '59), Zeldenrust |  |
| Stadion: Goffertstadion, Nijmegen Toeschouwers: 9.251 Pol van Boekel |             |               |               | Delle, Heinloth, Sturing, Golla, Verdonk, Breinburg, Dijkstra , Kadıoğlu, Larsson (Achahbar '72), Braken, Langil (Owobowale '68 ) | Van Gassel, Fecunda (Verkennis '77), Warmolts , Janzen, Bourdouxhe (Van Koesveld '46), Damen, Edwards, Braber , Hiwat, Naudts (Thomassen '59), Zeldenrust |  |
| Stadion: Goffertstadion, Nijmegen Toeschouwers: 9.251 Pol van Boekel |             |               |               | Delle, Heinloth, Sturing, Golla, Verdonk, Breinburg, Dijkstra , Kadıoğlu, Larsson (Achahbar '72), Braken, Langil (Owobowale '68 ) | Van Gassel, Fecunda (Verkennis '77), Warmolts , Janzen, Bourdouxhe (Van Koesveld '46), Damen, Edwards, Braber , Hiwat, Naudts (Thomassen '59), Zeldenrust |  |
|                                                                      |             |               |               | | |  |

| Speelronde 19, 22 december 2017, 20:00 uur                              | Helmond Sport                             | 3 - 0 (1 - 0) | SC Cambuur | Opstelling Helmond Sport | Opstelling SC Cambuur |  |
| Stadion: Lavans Stadion, Helmond Toeschouwers: 1.163 Edwin van de Graaf | Bourdouxhe 30' Braber 53' Thomassen 90+5' |               |            | Van Gassel, Fecunda (Verkennis '57), De Braal (Van Koesveld '67), Janzen, Bourdouxhe, Edwards, Damen (Zwanen '84), Braber , Hiwat, Thomassen , Zeldenrust | Cummins, Van Deelen, Steenvoorden (Mathieu '52), Schilder , Van der Laan , Peersman , Schils, Kip, Van Kippersluis (Narsingh '52), Kallon (Daniels '70), Barto |  |
| Stadion: Lavans Stadion, Helmond Toeschouwers: 1.163 Edwin van de Graaf |                                           |               |            | Van Gassel, Fecunda (Verkennis '57), De Braal (Van Koesveld '67), Janzen, Bourdouxhe, Edwards, Damen (Zwanen '84), Braber , Hiwat, Thomassen , Zeldenrust | Cummins, Van Deelen, Steenvoorden (Mathieu '52), Schilder , Van der Laan , Peersman , Schils, Kip, Van Kippersluis (Narsingh '52), Kallon (Daniels '70), Barto |  |
| Stadion: Lavans Stadion, Helmond Toeschouwers: 1.163 Edwin van de Graaf |                                           |               |            | Van Gassel, Fecunda (Verkennis '57), De Braal (Van Koesveld '67), Janzen, Bourdouxhe, Edwards, Damen (Zwanen '84), Braber , Hiwat, Thomassen , Zeldenrust | Cummins, Van Deelen, Steenvoorden (Mathieu '52), Schilder , Van der Laan , Peersman , Schils, Kip, Van Kippersluis (Narsingh '52), Kallon (Daniels '70), Barto |  |
|                                                                         |                                           |               |            | | |  |

#### Januari
| Speelronde 20, 12 januari 2018, 20:00                           | Jong PSV    | 1 - 2 (1 - 0) | Helmond Sport             | Opstelling Jong PSV | Opstelling Helmond Sport |  |
| Stadion: De Herdgang, Eindhoven Toeschouwers: 528 Rob Dieperink | Verreth 14' |               | 65' Thomassen 70' Edwards | Van de Meulenhof, Van Vlerken , Abels, Carolina, Ritzmaier (Bannani '82), Rommens, Duarte, Lonwijk (Van der Moot '72), Verreth , Piroe, Daneels (Hattu '66) | Van Gassel, Fecunda, De Braal, Warmolts , Van Koesveld, Edwards, Bourdouxhe, Zwanen, Hiwat, Thomassen, Vicento (Ibrahim '84) |  |
| Stadion: De Herdgang, Eindhoven Toeschouwers: 528 Rob Dieperink |             |               |                           | Van de Meulenhof, Van Vlerken , Abels, Carolina, Ritzmaier (Bannani '82), Rommens, Duarte, Lonwijk (Van der Moot '72), Verreth , Piroe, Daneels (Hattu '66) | Van Gassel, Fecunda, De Braal, Warmolts , Van Koesveld, Edwards, Bourdouxhe, Zwanen, Hiwat, Thomassen, Vicento (Ibrahim '84) |  |
| Stadion: De Herdgang, Eindhoven Toeschouwers: 528 Rob Dieperink |             |               |                           | Van de Meulenhof, Van Vlerken , Abels, Carolina, Ritzmaier (Bannani '82), Rommens, Duarte, Lonwijk (Van der Moot '72), Verreth , Piroe, Daneels (Hattu '66) | Van Gassel, Fecunda, De Braal, Warmolts , Van Koesveld, Edwards, Bourdouxhe, Zwanen, Hiwat, Thomassen, Vicento (Ibrahim '84) |  |
|                                                                 |             |               |                           | | |  |

| Speelronde 21, 19 januari 2018, 20:00                           | Helmond Sport | 1 - 4 (0 - 3) | FC Volendam                                | Opstelling Helmond Sport | Opstelling FC Volendam |  |
| Stadion: Lavans Stadion, Helmond Toeschouwers: 1.367 Joey Kooij | Thomassen 69' |               | 29' Stroo 42' Veerman 45' Visser 84' Antwi | Van Gassel, Fecunda (Verkennis '68), De Braal , Warmolts , Janzen, Edwards , Bourdouxhe, Braber, Hiwat, Thomassen, Vicento (Ibrahim '63) | Verhulst , Evers, Schouten , Klinkenberg, Smal, Runderkamp (Kwakman '70), Veerman, Visser (Vlak '82), Doodeman , Stroo (Ten Den '78), Antwi |  |
| Stadion: Lavans Stadion, Helmond Toeschouwers: 1.367 Joey Kooij |               |               |                                            | Van Gassel, Fecunda (Verkennis '68), De Braal , Warmolts , Janzen, Edwards , Bourdouxhe, Braber, Hiwat, Thomassen, Vicento (Ibrahim '63) | Verhulst , Evers, Schouten , Klinkenberg, Smal, Runderkamp (Kwakman '70), Veerman, Visser (Vlak '82), Doodeman , Stroo (Ten Den '78), Antwi |  |
| Stadion: Lavans Stadion, Helmond Toeschouwers: 1.367 Joey Kooij |               |               |                                            | Van Gassel, Fecunda (Verkennis '68), De Braal , Warmolts , Janzen, Edwards , Bourdouxhe, Braber, Hiwat, Thomassen, Vicento (Ibrahim '63) | Verhulst , Evers, Schouten , Klinkenberg, Smal, Runderkamp (Kwakman '70), Veerman, Visser (Vlak '82), Doodeman , Stroo (Ten Den '78), Antwi |  |
|                                                                 |               |               |                                            | | |  |

| Speelronde 22, 26 januari 2018, 20:00                                       | Helmond Sport | 1 - 2 (0 - 0) | Almere City FC                        | Opstelling Helmond Sport | Opstelling Almere City FC |  |
| Stadion: Lavans Stadion, Helmond Toeschouwers: 1.176 Martin van den Kerkhof | Hiwat 69'     |               | 73' Van der Heijden 90+3' Mac-Intosch | Van Gassel, Verkennis, De Braal , Warmolts , Janzen (De Louw '54), Bourdouxhe, Zwanen (Van Heugten '78 '90+2), Braber, Hiwat, Thomassen, Vicento | Kramer, Van Buuren, Mirani, Mac-Intosch, Kvída, Vet, Ahannach (Van der Heijden '56), Overtoom , Van der Water, Hoefdraad, Valpoort |  |
| Stadion: Lavans Stadion, Helmond Toeschouwers: 1.176 Martin van den Kerkhof |               |               |                                       | Van Gassel, Verkennis, De Braal , Warmolts , Janzen (De Louw '54), Bourdouxhe, Zwanen (Van Heugten '78 '90+2), Braber, Hiwat, Thomassen, Vicento | Kramer, Van Buuren, Mirani, Mac-Intosch, Kvída, Vet, Ahannach (Van der Heijden '56), Overtoom , Van der Water, Hoefdraad, Valpoort |  |
| Stadion: Lavans Stadion, Helmond Toeschouwers: 1.176 Martin van den Kerkhof |               |               |                                       | Van Gassel, Verkennis, De Braal , Warmolts , Janzen (De Louw '54), Bourdouxhe, Zwanen (Van Heugten '78 '90+2), Braber, Hiwat, Thomassen, Vicento | Kramer, Van Buuren, Mirani, Mac-Intosch, Kvída, Vet, Ahannach (Van der Heijden '56), Overtoom , Van der Water, Hoefdraad, Valpoort |  |
|                                                                             |               |               |                                       | | |  |

#### Februari
| Speelronde 23, 5 februari 2018, 20:00                                       | Jong Ajax             | 2 - 0 (1 - 0) | Helmond Sport | Opstelling Jong Ajax | Opstelling Helmond Sport |  |
| Stadion: Sportpark De Toekomst, Duivendrecht Toeschouwers: 398 Clay Ruperti | Younes 22' Jensen 84' |               |               | Alblas, Orejuela (Bijleveld '46), Doekhi, Bergsma , Sanniez, Matusiwa , Eiting, Flemming, Johnsen , Cassierra (Pasquali '76), Younes (Jensen '64) | Van Gassel, Verkennis , De Braal, Warmolts , Fecunda, Zwanen (Van Koesveld '70), Braber, Edwards , Bourdouxhe, Hiwat (Vicento '68), Thomassen |  |
| Stadion: Sportpark De Toekomst, Duivendrecht Toeschouwers: 398 Clay Ruperti |                       |               |               | Alblas, Orejuela (Bijleveld '46), Doekhi, Bergsma , Sanniez, Matusiwa , Eiting, Flemming, Johnsen , Cassierra (Pasquali '76), Younes (Jensen '64) | Van Gassel, Verkennis , De Braal, Warmolts , Fecunda, Zwanen (Van Koesveld '70), Braber, Edwards , Bourdouxhe, Hiwat (Vicento '68), Thomassen |  |
| Stadion: Sportpark De Toekomst, Duivendrecht Toeschouwers: 398 Clay Ruperti |                       |               |               | Alblas, Orejuela (Bijleveld '46), Doekhi, Bergsma , Sanniez, Matusiwa , Eiting, Flemming, Johnsen , Cassierra (Pasquali '76), Younes (Jensen '64) | Van Gassel, Verkennis , De Braal, Warmolts , Fecunda, Zwanen (Van Koesveld '70), Braber, Edwards , Bourdouxhe, Hiwat (Vicento '68), Thomassen |  |
|                                                                             |                       |               |               | | |  |

| Speelronde 24, 9 februari 2018, 20:00                                             | FC Dordrecht                       | 3 - 2 (1 - 1) | Helmond Sport      | Opstelling FC Dordrecht                                                                                   | Opstelling Helmond Sport                                                                                                   |  |
| Stadion: Riwal Hoogwerkers Stadion, Dordrecht Toeschouwers: 1.143 Wesli de Cremer | Mahmudov 24' Mutzers 57' Hamer 70' |               | 44', 81' Thomassen | Janssen, Stankov, Amevor , Bliek, Delorge , Hamer, Kok , Mahmudov, Mutzers (Rosenthal '87), Arias, Calcan | Van Gassel, Fecunda (Verkennis '46), De Braal , Warmolts , Bourdouxhe, Zwanen , Edwards, Braber, Hiwat, Thomassen, Vicento |  |
| Stadion: Riwal Hoogwerkers Stadion, Dordrecht Toeschouwers: 1.143 Wesli de Cremer |                                    |               |                    | Janssen, Stankov, Amevor , Bliek, Delorge , Hamer, Kok , Mahmudov, Mutzers (Rosenthal '87), Arias, Calcan | Van Gassel, Fecunda (Verkennis '46), De Braal , Warmolts , Bourdouxhe, Zwanen , Edwards, Braber, Hiwat, Thomassen, Vicento |  |
| Stadion: Riwal Hoogwerkers Stadion, Dordrecht Toeschouwers: 1.143 Wesli de Cremer |                                    |               |                    | Janssen, Stankov, Amevor , Bliek, Delorge , Hamer, Kok , Mahmudov, Mutzers (Rosenthal '87), Arias, Calcan | Van Gassel, Fecunda (Verkennis '46), De Braal , Warmolts , Bourdouxhe, Zwanen , Edwards, Braber, Hiwat, Thomassen, Vicento |  |
|                                                                                   |                                    |               |                    | | |  |

| Speelronde 25, 16 februari 2018, 20:00                           | Helmond Sport               | 2 - 0 (1 - 0) | Jong FC Utrecht | Opstelling Helmond Sport | Opstelling Jong FC Utrecht |  |
| Stadion: Lavans Stadion, Helmond Toeschouwers: 1.131 Erwin Blank | Vicento 40' Van Heugten 85' |               |                 | Van Gassel, Verkennis , De Braal (Van Koesveld '73), Warmolts , Bourdouxhe, Zwanen (Verkoelen '88), Edwards, Braber, Hiwat, Thomassen, Vicento (Van Heugten '55) | Nijhuis, Sinteur, Zwartjens , Hoogenhout '49, Özbozkurt, Velanas (Van der Velden '85), Kali (Joosten '69), Loukili (El Yaakoubi '77), Venema, Hilterman, Sow |  |
| Stadion: Lavans Stadion, Helmond Toeschouwers: 1.131 Erwin Blank |                             |               |                 | Van Gassel, Verkennis , De Braal (Van Koesveld '73), Warmolts , Bourdouxhe, Zwanen (Verkoelen '88), Edwards, Braber, Hiwat, Thomassen, Vicento (Van Heugten '55) | Nijhuis, Sinteur, Zwartjens , Hoogenhout '49, Özbozkurt, Velanas (Van der Velden '85), Kali (Joosten '69), Loukili (El Yaakoubi '77), Venema, Hilterman, Sow |  |
| Stadion: Lavans Stadion, Helmond Toeschouwers: 1.131 Erwin Blank |                             |               |                 | Van Gassel, Verkennis , De Braal (Van Koesveld '73), Warmolts , Bourdouxhe, Zwanen (Verkoelen '88), Edwards, Braber, Hiwat, Thomassen, Vicento (Van Heugten '55) | Nijhuis, Sinteur, Zwartjens , Hoogenhout '49, Özbozkurt, Velanas (Van der Velden '85), Kali (Joosten '69), Loukili (El Yaakoubi '77), Venema, Hilterman, Sow |  |
|                                                                  |                             |               |                 | | |  |

| Speelronde 26, 23 februari 2018, 20:00                                | De Graafschap | 1 - 0 (1 - 0) | Helmond Sport | Opstelling De Graafschap | Opstelling Helmond Sport                                                                                                 |  |
| Stadion: De Vijverberg, Doetinchem Toeschouwers: 7.411 Ingmar Oostrom | Diemers 13'   |               |               | Bednarek, Abena, Nieuwpoort , Nieuwpoort, Tutuarima, Diemers, Klaasen, Olijve (Receveur '86), Serrarens, Ars (Van Mieghem '66), Tissoudali (El Jebli '76) | Van Gassel, Verkennis, De Braal , Warmolts , Bourdouxhe, Zwanen (Damen '85), Edwards, Braber , Hiwat, Thomassen, Vicento |  |
| Stadion: De Vijverberg, Doetinchem Toeschouwers: 7.411 Ingmar Oostrom |               |               |               | Bednarek, Abena, Nieuwpoort , Nieuwpoort, Tutuarima, Diemers, Klaasen, Olijve (Receveur '86), Serrarens, Ars (Van Mieghem '66), Tissoudali (El Jebli '76) | Van Gassel, Verkennis, De Braal , Warmolts , Bourdouxhe, Zwanen (Damen '85), Edwards, Braber , Hiwat, Thomassen, Vicento |  |
| Stadion: De Vijverberg, Doetinchem Toeschouwers: 7.411 Ingmar Oostrom |               |               |               | Bednarek, Abena, Nieuwpoort , Nieuwpoort, Tutuarima, Diemers, Klaasen, Olijve (Receveur '86), Serrarens, Ars (Van Mieghem '66), Tissoudali (El Jebli '76) | Van Gassel, Verkennis, De Braal , Warmolts , Bourdouxhe, Zwanen (Damen '85), Edwards, Braber , Hiwat, Thomassen, Vicento |  |
|                                                                       |               |               |               | | |  |

#### Maart
| Speelronde 27, 2 maart 2018, 20:00                                     | Helmond Sport                       | 3 - 0 (0 - 0) | Jong AZ | Opstelling Helmond Sport | Opstelling Jong AZ |  |
| Stadion: Lavans Stadion, Helmond Toeschouwers: 833 Sander van der Eijk | Van Koesveld 48' Thomassen 67', 89' |               |         | Van Gassel, Verkennis, Warmolts , Van Koesveld, Janzen (De Louw '90+1), Bourdouxhe, Damen, Zwanen (Van Lankveld '87), Hiwat, Thomassen, Van Heugten (Ibrahim '75) | Olij , Church, Van Eijden (Regeling '46), Kramer, Wijndal (Bakker '63), Reijnders , Einarsson, Jacobs, Kaandorp, Druijf (Duin '46), Koreniuk |  |
| Stadion: Lavans Stadion, Helmond Toeschouwers: 833 Sander van der Eijk |                                     |               |         | Van Gassel, Verkennis, Warmolts , Van Koesveld, Janzen (De Louw '90+1), Bourdouxhe, Damen, Zwanen (Van Lankveld '87), Hiwat, Thomassen, Van Heugten (Ibrahim '75) | Olij , Church, Van Eijden (Regeling '46), Kramer, Wijndal (Bakker '63), Reijnders , Einarsson, Jacobs, Kaandorp, Druijf (Duin '46), Koreniuk |  |
| Stadion: Lavans Stadion, Helmond Toeschouwers: 833 Sander van der Eijk |                                     |               |         | Van Gassel, Verkennis, Warmolts , Van Koesveld, Janzen (De Louw '90+1), Bourdouxhe, Damen, Zwanen (Van Lankveld '87), Hiwat, Thomassen, Van Heugten (Ibrahim '75) | Olij , Church, Van Eijden (Regeling '46), Kramer, Wijndal (Bakker '63), Reijnders , Einarsson, Jacobs, Kaandorp, Druijf (Duin '46), Koreniuk |  |
|                                                                        |                                     |               |         | | |  |

| Speelronde 28, 9 maart 2018, 20:00                                                    | Telstar         | 2 - 3 (1 - 0) | Helmond Sport                 | Opstelling Telstar | Opstelling Helmond Sport |  |
| Stadion: Rabobank IJmond Stadion, IJmuiden Toeschouwers: 2.874 Martin van den Kerkhof | Platje 23', 75' |               | 48', 59' Thomassen 80' Janzen | De Boer, Lopes Cabral, Van Iperen (Zamouri '64), Van Huizen, Brito, Korpershoek (Van Heertum '82), Platje, Sno, Schouten (Najah '61), Hamdaoui, Novakovich | Van Gassel, Verkennis (Naudts '86), Warmolts , Van Koesveld, Janzen, Bourdouxhe, Damen, Zwanen (Edwards '78), Hiwat (De Braal '87 '90+3), Thomassen , Braber |  |
| Stadion: Rabobank IJmond Stadion, IJmuiden Toeschouwers: 2.874 Martin van den Kerkhof |                 |               |                               | De Boer, Lopes Cabral, Van Iperen (Zamouri '64), Van Huizen, Brito, Korpershoek (Van Heertum '82), Platje, Sno, Schouten (Najah '61), Hamdaoui, Novakovich | Van Gassel, Verkennis (Naudts '86), Warmolts , Van Koesveld, Janzen, Bourdouxhe, Damen, Zwanen (Edwards '78), Hiwat (De Braal '87 '90+3), Thomassen , Braber |  |
| Stadion: Rabobank IJmond Stadion, IJmuiden Toeschouwers: 2.874 Martin van den Kerkhof |                 |               |                               | De Boer, Lopes Cabral, Van Iperen (Zamouri '64), Van Huizen, Brito, Korpershoek (Van Heertum '82), Platje, Sno, Schouten (Najah '61), Hamdaoui, Novakovich | Van Gassel, Verkennis (Naudts '86), Warmolts , Van Koesveld, Janzen, Bourdouxhe, Damen, Zwanen (Edwards '78), Hiwat (De Braal '87 '90+3), Thomassen , Braber |  |
|                                                                                       |                 |               |                               | | |  |

| Speelronde 29, 12 maart 2018, 20:00                                   | Helmond Sport                             | 3 - 1 (1 - 1) | FC Den Bosch         | Opstelling Helmond Sport | Opstelling FC Den Bosch |  |
| Stadion: Lavans Stadion, Helmond Toeschouwers: 1.476 Christian Mulder | Braber 42' Thomassen 87' Zeldenrust 90+2' |               | 23' (pen.) Vossebelt | Van Gassel, Verkennis, Warmolts , Van Koesveld, Janzen, Damen, Zwanen (Naudts '81), Braber (Edwards '46), Hiwat (Zeldenrust '56), Thomassen, Bourdouxhe | Leijten, Demirtas, Kersten, Deijl, Van der Winden, Mert, Vossebelt , Van Son , Blummel, Van der Sande, Bouyaghlafen (Hoffman '73 ) |  |
| Stadion: Lavans Stadion, Helmond Toeschouwers: 1.476 Christian Mulder |                                           |               |                      | Van Gassel, Verkennis, Warmolts , Van Koesveld, Janzen, Damen, Zwanen (Naudts '81), Braber (Edwards '46), Hiwat (Zeldenrust '56), Thomassen, Bourdouxhe | Leijten, Demirtas, Kersten, Deijl, Van der Winden, Mert, Vossebelt , Van Son , Blummel, Van der Sande, Bouyaghlafen (Hoffman '73 ) |  |
| Stadion: Lavans Stadion, Helmond Toeschouwers: 1.476 Christian Mulder |                                           |               |                      | Van Gassel, Verkennis, Warmolts , Van Koesveld, Janzen, Damen, Zwanen (Naudts '81), Braber (Edwards '46), Hiwat (Zeldenrust '56), Thomassen, Bourdouxhe | Leijten, Demirtas, Kersten, Deijl, Van der Winden, Mert, Vossebelt , Van Son , Blummel, Van der Sande, Bouyaghlafen (Hoffman '73 ) |  |
|                                                                       |                                           |               |                      | | |  |

### Statistieken

#### Eindstand in Nederlandse Eerste divisie
| Stand | Gespeeld | Gewonnen | Gelijk | Verloren | Punten | Doelpunten voor | Doelpunten tegen | Gele kaarten | Twee gele kaarten | Rode kaarten |
| ----- | -------- | -------- | ------ | -------- | ------ | --------------- | ---------------- | ------------ | ----------------- | ------------ |
| 19e   | 38       | 9        | 9      | 20       | 36     | 50              | 67               | 62           | 2                 | 4            |

#### Punten, stand en doelpunten per speelronde
| Speelronde                            | 1   | 2   | 3   | 4   | 5   | 6   | 7   | 8   | 9   | 10  | 11  | 12  | 13  | 14  | 15  | 16  | 17  | 18  | 19  | 20  | 21  | 22  | 23  | 24  | 25  | 26  | 27  | 28  | 29  | 30 | 31 | 32 | 33 | 34 | 35 | 36 | 37 | 38 | Totaal |
| ------------------------------------- | --- | --- | --- | --- | --- | --- | --- | --- | --- | --- | --- | --- | --- | --- | --- | --- | --- | --- | --- | --- | --- | --- | --- | --- | --- | --- | --- | --- | --- | -- | -- | -- | -- | -- | -- | -- | -- | -- | ------ |
| Aantal punten per speelronde          | 1   | 0   | 1   | 0   | 0   | 0   | 1   | 0   | 3   | 0   | 1   | 3   | 1   | 0   | 0   | 0   | 1   | 1   | 3   | 3   | 0   | 0   | 0   | 0   | 3   | 0   | 3   | 3   | 3   |    |    |    |    |    |    |    |    |    | 31     |
| Aantal punten na speelronde           | 1   | 1   | 2   | 2   | 2   | 2   | 3   | 3   | 6   | 6   | 7   | 10  | 11  | 11  | 11  | 11  | 12  | 13  | 16  | 19  | 19  | 19  | 19  | 19  | 22  | 22  | 25  | 28  | 31  |    |    |    |    |    |    |    |    |    | 31     |
| Stand na speelronde                   | 11e | 14e | 16e | 19e | 20e | 20e | 20e | 20e | 17e | 18e | 19e | 16e | 18e | 18e | 18e | 19e | 19e | 19e | 18e | 18e | 18e | 18e | 19e | 19e | 19e | 19e | 18e | 18e | 16e |    |    |    |    |    |    |    |    |    | 16e    |
| Aantal doelpunten per speelronde      | 2   | 1   | 1   | 1   | 1   | 1   | 0   | 0   | 3   | 1   | 2   | 3   | 0   | 1   | 1   | 0   | 0   | 1   | 3   | 2   | 1   | 1   | 0   | 2   | 2   | 0   | 3   | 3   | 3   |    |    |    |    |    |    |    |    |    | 39     |
| Aantal tegendoelpunten per speelronde | 2   | 2   | 1   | 3   | 4   | 2   | 0   | 2   | 1   | 2   | 2   | 1   | 0   | 3   | 3   | 1   | 0   | 1   | 0   | 1   | 4   | 2   | 2   | 3   | 0   | 1   | 0   | 2   | 1   |    |    |    |    |    |    |    |    |    | 46     |
| Doelsaldo na speelronde               | +0  | −1  | −1  | −3  | −6  | −7  | −7  | −9  | −7  | −8  | −8  | −6  | −6  | −8  | −10 | −11 | −11 | −11 | −8  | -7  | -10 | -11 | -13 | -14 | -12 | -13 | -10 | -9  | -7  |    |    |    |    |    |    |    |    |    | -7     |

## KNVB beker

#### Eerste Ronde
| 19 september 2017, 19:45 uur                                        | Helmond Sport | 1 - 5 (0 - 1) | SC Cambuur                                                 | Opstelling Helmond Sport | Opstelling SC Cambuur |  |
| Stadion: Lavans Stadion, Helmond Toeschouwers: 1.245 Christiaan Bax | Markiet 68'   |               | 11', 53' Van Kippersluis 78' Rossi 80' Kallon 90' Robertha | Van Gassel, Fecunda, Warmolts , Markiet, Van Koesveld '60, Edwards '55, Zwanen (Bourdouxhe '54), Braber, Thomassen, Naudts (Hiwat '76), Zeldenrust (Godee '84) | Bertrams, Van Wermeskerken (Van Deelen '67), Steenvoorden, Schilder , Peersman, Van Kippersluis (Smeets '70), Boerlage, Schils, Kallon (Robertha '81), Rossi, Mathieu |  |
| Stadion: Lavans Stadion, Helmond Toeschouwers: 1.245 Christiaan Bax |               |               |                                                            | Van Gassel, Fecunda, Warmolts , Markiet, Van Koesveld '60, Edwards '55, Zwanen (Bourdouxhe '54), Braber, Thomassen, Naudts (Hiwat '76), Zeldenrust (Godee '84) | Bertrams, Van Wermeskerken (Van Deelen '67), Steenvoorden, Schilder , Peersman, Van Kippersluis (Smeets '70), Boerlage, Schils, Kallon (Robertha '81), Rossi, Mathieu |  |
| Stadion: Lavans Stadion, Helmond Toeschouwers: 1.245 Christiaan Bax |               |               |                                                            | Van Gassel, Fecunda, Warmolts , Markiet, Van Koesveld '60, Edwards '55, Zwanen (Bourdouxhe '54), Braber, Thomassen, Naudts (Hiwat '76), Zeldenrust (Godee '84) | Bertrams, Van Wermeskerken (Van Deelen '67), Steenvoorden, Schilder , Peersman, Van Kippersluis (Smeets '70), Boerlage, Schils, Kallon (Robertha '81), Rossi, Mathieu |  |
|                                                                     |               |               |                                                            | | |  |

## Spelersstatistieken

### Topscorers
| Nr.                           | Naam                | Goal |
| ----------------------------- | ------------------- | ---- |
| 1.                            | Jordy Thomassen     | 12   |
| 2.                            | Arne Naudts         | 11   |
| 3.                            | Robert Braber       | 6    |
| 3.                            | Furhgill Zeldenrust | 6    |
| 5.                            | Steven Edwards      | 3    |
| 5.                            | Giovanni Hiwat      | 3    |
| 5.                            | Ron Janzen          | 3    |
| 8.                            | Charlton Vicento    | 2    |
| 9.                            | Jason Bourdouxhe    | 1    |
| 9.                            | Grad Damen          | 1    |
| 9.                            | Marijn van Heugten  | 1    |
| 9.                            | Robert van Koesveld | 1    |
| Eigen doelpunten tegenstander |                     |      |
| Totaal                        | Totaal              | 50   |

| Nr.                           | Naam           | Goal |
| ----------------------------- | -------------- | ---- |
| 1.                            | Gévero Markiet | 1    |
| Eigen doelpunten tegenstander |                |      |
| Totaal                        | Totaal         | 1    |

### Assists
| Nr.    | Naam                | Assist |
| ------ | ------------------- | ------ |
| 1.     | Furhgill Zeldenrust | 7      |
| 2.     | Giovanni Hiwat      | 6      |
| 3.     | Grad Damen          | 5      |
| 4.     | Jordy Thomassen     | 4      |
| 5.     | Charlton Vicento    | 3      |
| 6.     | Robert Braber       | 2      |
| 6.     | Robert van Koesveld | 2      |
| 8.     | Jason Bourdouxhe    | 1      |
| 8.     | Dylan de Braal      | 1      |
| 8.     | Steven Edwards      | 1      |
| 8.     | Ron Janzen          | 1      |
| 8.     | Wietse van Lankveld | 1      |
| 8.     | Gévero Markiet      | 1      |
| 8.     | Arne Naudts         | 1      |
| 8.     | Jeroen Verkennis    | 1      |
| 8.     | Bram Zwanen         | 1      |
| Totaal | Totaal              | 38     |

| Nr.    | Naam               | Assist |
| ------ | ------------------ | ------ |
| 1.     | Vlag van Nederland |        |
| Totaal | Totaal             | 0      |